# 문현경
문현경(1998년 2월 28일~)은 조선민주주의인민공화국의 레슬링 선수이다. 

## 경력
2018년 5월 러시아 모스크바에서 열린 세계 군인 선수권 대회에 참가하여 우승을 차지했다.
이듬해인 2019년 4월 중국 시안에서 열린 2019년 아시아 선수권 대회에 참가했으며 자유형 미들급 경기에서 카자흐스탄의 아야울림 카시모바와 중국의 페이싱루를 꺾었으며 일본의 가와이 유카코와 인도의 삭시 말리크에게 패하여 5위에 올랐다. 같은 해 10월에는 중국 우한에서 열린 2019년 세계 군인 체육 대회에 참가하여 러시아의 마리야 쿠즈네초바를 꺾고 금메달을 획득했다.
2023년 10월 중국 항저우에서 열린 2022년 아시안 게임 여자 자유형 미들급에서 일본의 오자키 노노카를 꺾고 금메달을 획득했다. 이듬해인 2024년 4월 키르기스스탄 비슈케크에서 열린 2024년 하계 올림픽 참가 예선 대회에 참가하여 1위에 오르며 올림픽 출전권을 획득했으나 모종의 이유로 올림픽 참가를 포기했다. 그녀가 포기한 출전권은 대한민국의 이한빛에게 부여되었다.